# Condado de Trousdale
O Condado de Trousdale é um dos 95 condados do Estado americano do Tennessee. A sede do condado é Hartsville, e sua maior cidade é Hartsville. O condado possui uma área de 302 km² (dos quais 6 km² estão cobertos por água), uma população de 7 259 habitantes, e uma densidade populacional de 25 hab/km² (segundo o censo nacional de 2000). O condado foi fundado em 1870.